# Aeroporto di Bari-Karol Wojtyla
Luchthaven Bari-Karol Wojtyla (Italiaans: Aeroporto di Bari-Karol Wojtyla) is een vliegveld gelegen bij Bari in het zuidoosten van Italië. De luchthaven is onderdeel van de verenigde luchthavens van Apulië. De luchthaven dankt zijn naam aan de 264ste paus van de Rooms-Katholieke Kerk, Johannes Paulus II.
Het vliegveld is gebouwd in de jaren dertig door de Italiaanse luchtmacht. Sinds de jaren zestig worden er vanaf het vliegveld ook publieke vluchten uitgevoerd. In de loop der jaren werden er vanaf het vliegveld steeds meer publieke vluchten uitgevoerd. In 2005 is de bouw van een nieuwe terminal op het vliegveld voltooid, waarmee de capaciteit van het vliegveld aanzienlijk werd vergroot. Het vliegveld handelde in 2009 2.825.456 passagiers af.

## Ongelukken en incidenten
- Op 6 augustus 2005 verongelukte Tuninter-vlucht 1153 op de Middellandse Zee, op 26 kilometer afstand van de luchthaven van Palermo. De vlucht was onderweg van Bari naar luchthaven Djerba-Zarzis. 16 van de 39 inzittenden kwamen om het leven.